# Pedro Capó
Pedro Capó   (Santurce, 14 de novembre de 1980) és un cantant porto-riqueny. El seu avi era Bobby Capó, compositor del clàssic Piel Canela. A partir dels 14 anys, va començar a compondre les seves cançons i va formar part de bandes de rock. Quan va complir la majoria d'edat se'n va anar als Estats Units, primer a Minnesota i després a Nova York, on va explorar camins com el teatre i el cinema. El 2006, va signar amb una discogràfica. Ha interpretat cançons com “Para ayudarte a reír", "Si tú me lo pides" i "Libre". El 2018, va rebre el Grammy Llatí al millor vídeo musical versió llarga per En letra de otro. El 2019, va interpretar “Calma ", versionada pels cantants Farruko i Alicia Keys, que va acumular més de 325 milions de visites a YouTube. Ha participat en la pel·lícula colombiana Paradís Travel i va ser membre de la banda de rock Marka Registrada.

## Discografia
- Fuego y Amor (2007)
- Pedro Capó (2009)
- Aquila (2014)
- En Letra de Otro (2017)
- Munay (2020)
- La Neta (2020)
- La carretera (2025)